# Kim Sang-Kyu
Kim Sang-Kyu, född den 20 maj 1960, är en sydkoreansk brottare som tog OS-brons i mellanviktsbrottning i den grekisk-romerska klassen 1988 i Seoul.